# Gaby Amarantos
Gaby Amarantos, all'anagrafe Gabriela Amaral dos Santos (Belém, 1º agosto 1978), è una cantante, compositrice e conduttrice televisiva brasiliana.
Di origine mista indigeno-amazzonica e afro-brasiliana, nel 2012 ha vinto numerosi premi nazionali con l'album Treme. 

## Biografia
Gabriela Amaral dos Santos nacque nel quartiere Jurunas, nella periferia di Belém, nel Brasile equatoriale. 
Cresciuta in una famiglia di appassionati di samba, venne influenzata dai ritmi caraibici diffusi in quella parte del Brasile, insieme al brega e alla lambada. Tra i suoi punti di riferimento ci sono anche Clara Nunes, i Kraftwerk e Juan Luis Guerra. Più tardi, la musica dei Jurunas avrebbe avuto un forte impatto sulla sua direzione musicale.
Inizia a cantare come corista presso la Parrocchia di Santa Teresinha do Menino Jesus. All'età di quindici anni si esibì nei bar di Belem,  capitale del Pará, raggiungendo il successo con la Tecno Show Band.
Conosciuta per la sua esuberanza e il suo look stravagante, fatto di accessori colorati ed eccentrici, ha contribuito alla diffusione del tecnobrega, ritmo diventato popolare, soprattutto nelle regioni settentrionali del Brasile. 
La sua canzone di maggior successo Ex Mai Love, fu inclusa nella colonna sonora della telenovela, Cheias de Charme (Piena di Fascino) trasmessa su Rede Globo.
Nel 2021 la cantante ha pubblicato il suo secondo album, Purakê, allontanandosi dalla sua identità musicale originale per concentrarsi sulla musica regionale del Pará abbracciando, però, anche altri generi musicali popolari. Il singolo di punta Última Lágrima, è un mix di forró e musica pop elettronica.

## Vita privata
Gaby Amarantos ha un figlio, Davi, generato nel 2009 con un uomo che l'ha abbandonata durante la gravidanza. Dal 2013 è compagna del viaggiatore britannico Gareth Jones, col quale vive a Belém. Lei stessa ha iniziato quindi a viaggiare per il mondo, anche da sola.

## Discografia

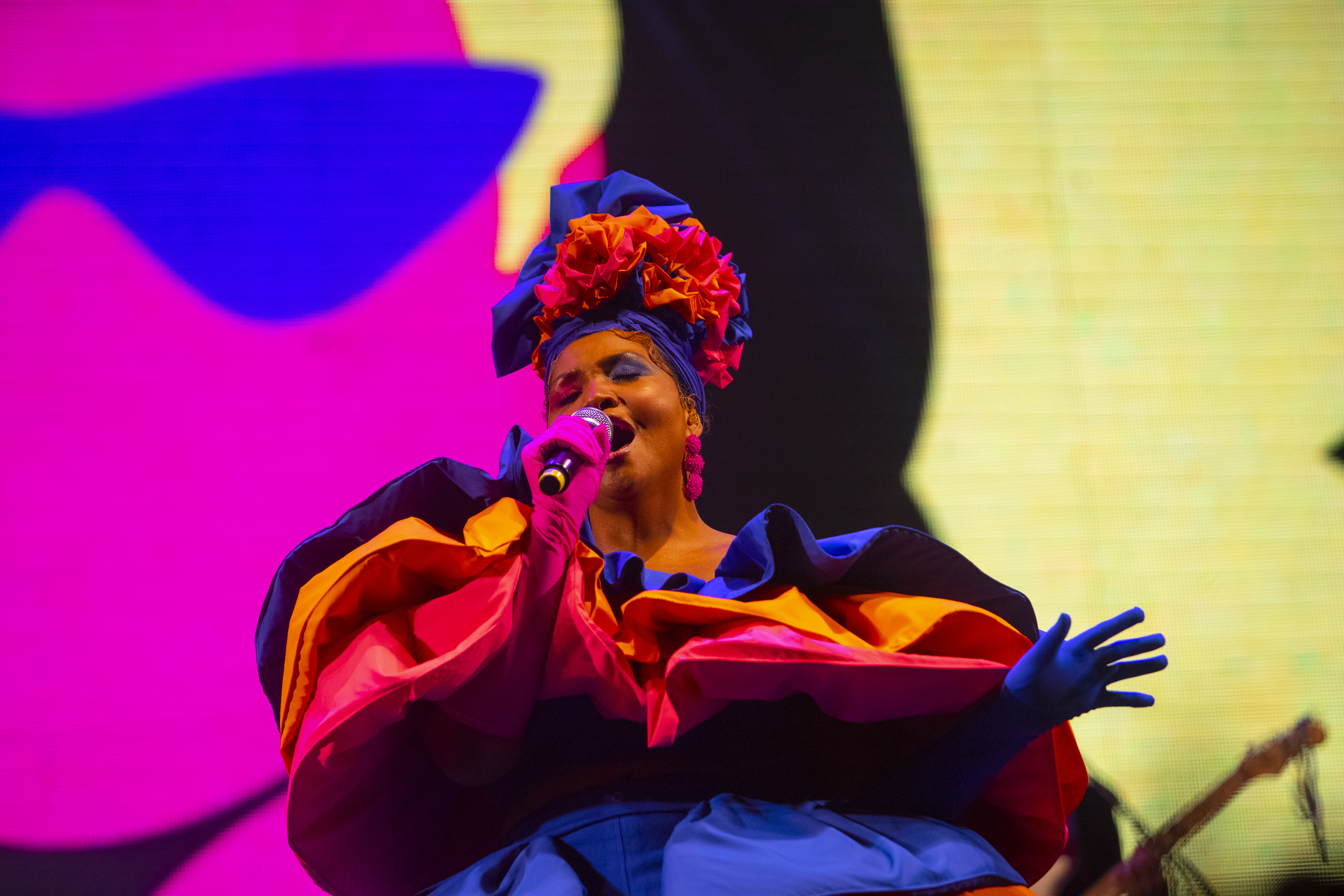
Gaby Amarantos al Festival Sensacional (2020)

### Album in studio
- 2012 – Treme (Trema)
- 2021 – Purakê (Pura)

### Singoli
- 2014 – Carimbó da alegria (Il timbro della gioia)
- 2014 – Brasil ostentação (Ostentazione brasiliana)
- 2016 – Fogo (Fuoco)
- 2018 – Sou mais eu (Io sono di più)
- 2019 – Cachaça de jambu/Ilha do Marajó (Gira a saia) (Acquavite di Jambo / Isola di Marajò (Gira la gonna) ((feat. Waldo Squash), (In collaborazione con Waldo Squash)
- 2019 – É só se jogar (Sta solo giocando)
- 2019 – Xanalá (feat. Duda Beat)
- 2020 – Vênus em escorpião (Venere in scorpione) (feat. Ney Matogrosso & Urias)
- 2021 – Tchau (Ciao) (feat. Jaloo)
- 2021 – Amor pra recordar (Amore da ricordare) (feat. Liniker)